# Eurypoda batesi
Eurypoda batesi là một loài bọ cánh cứng trong họ Cerambycidae.